# Mohamed Shehata (futbolista)
Mohamed Shehata (El Cairo, 8 de febrero de 2001) es un futbolista egipcio que juega en la demarcación de centrocampista para el Zamalek SC de la Liga Premier de Egipto.

## Selección nacional
Tras jugar en las categorías inferiores de la selección, finalmente el 15 de octubre de 2024 hizo su debut con la selección de Egipto en un partido de clasificación para la Copa Africana de Naciones de 2025 contra Mauritania que finalizó con un resultado de 0-1 a favor del combinado egipcio tras el gol de Ibrahim Adel.

## Clubes
| Club                | País   | Año       | Partidos | Goles |
| ------------------- | ------ | --------- | -------- | ----- |
| Tala'ea El Gaish SC | Egipto | 2019-2024 | 99       | 4     |
| Zamalek SC          | Egipto | 2024-     | 53       | 2     |